# 1995-ös kupagyőztesek Európa-kupája-döntő
Az 1995-ös kupagyőztesek Európa-kupája-döntőben, a KEK 35. döntőjében a címvédő angol Arsenal, és a spanyol Real Zaragoza mérkőzött Párizsban. A mérkőzést a Real Zaragoza nyerte hosszabbítás után 2–1-re.
A spanyol csapat részt vehetett az 1995-ös UEFA-szuperkupa döntőjében.
A mérkőzésen a Zaragoza jutott előnyhöz a 68. percben Esnáider révén, majd a 77. percben John Hartson egyenlített. A rendes játékidőben már nem változott az eredmény, hosszabbítás következett. A 120. percben egy emlékezetes góllal dőlt el a kupa sorsa. Egy kapuskirúgás után a pálya középső részén egy angol védő visszafejelte a labdát, amely Nayimhoz került, a melléről a földre pattant, a játékos felnézett, majd a pálya jobb széléről, körülbelül 50 méterről magasan kapura lőtte a labdát. Az Arsenal kapusa, David Seaman ekkor a tizenegyespont magasságában állt. Amikor látta hogy a labda a kapura tart, hátrálni kezdett, de a játékszer éppen a léc alatt volt, amikor még bele tudott ütni, azonban hárítani nem tudott. A hátralévő néhány másodpercben már nem volt idő az egyenlítésre, a KEK-döntőt a Zaragoza nyerte.

## A mérkőzés
| 1995. május 10. 20:15 |

| Real Zaragoza           | 2–1 (h. u.)     | Arsenal     |
| ----------------------- | --------------- | ----------- |
| Esnáider 68' Nayim 120' | (0–0, 1–1, 1–1) | Hartson 77' |

| Parc des Princes, Párizs Nézőszám: 43 000 Játékvezető: Piero Ceccarini (olasz) |

| REAL ZARAGOZA:   |    |                      |  |     |      |
|                  |    |                      |  |     |      |
| GK               | 1  | Andoni Cedrún        |  |     |      |
| DF               | 2  | Alberto Belsúe       |  |     |      |
| DF               | 3  | Jesús Solana         |  |     |      |
| DF               | 4  | Fernando Cáceres     |  |     |      |
| MF               | 5  | Nayim                |  |     |      |
| DF               | 6  | Xavier Aguado        |  |     |      |
| FW               | 7  | Miguel Pardeza       |  |     |      |
| MF               | 8  | Santiago Aragón      |  |     |      |
| FW               | 9  | Juan Esnáider        |  |     |      |
| MF               | 10 | Francisco Higuera    |  | 77' |      |
| MF               | 11 | Gustavo Poyet        |  |     |      |
| Cserék:          |    |                      |  |     |      |
| GK               | 13 | José Belman          |  |     |      |
| DF               | 12 | Óscar                |  |     |      |
| MF               | 14 | Jesús García Sanjuan |  | 77' | 111' |
| MF               | 15 | Geli                 |  |     | 111' |
| FW               | 16 | José Luis Loreto     |  |     |      |
| Vezetőedző:      |    |                      |  |     |      |
| Víctor Fernández |    |                      |  |     |      |

| ARSENAL:        |    |                  |  |     |
|                 |    |                  |  |     |
| GK              | 1  | David Seaman     |  |     |
| DF              | 2  | Lee Dixon        |  |     |
| DF              | 3  | Nigel Winterburn |  | 47' |
| MF              | 4  | Stefan Schwarz   |  |     |
| DF              | 5  | Andy Linighan    |  |     |
| DF              | 6  | Tony Adams       |  |     |
| DF              | 7  | Martin Keown     |  | 46' |
| FW              | 8  | Ian Wright       |  |     |
| FW              | 9  | John Hartson     |  |     |
| MF              | 10 | Paul Merson      |  |     |
| MF              | 11 | Ray Parlour      |  |     |
| Cserék:         |    |                  |  |     |
| GK              | 16 | Vince Bartram    |  |     |
| DF              | 12 | Steve Morrow     |  | 47' |
| MF              | 13 | David Hillier    |  | 46' |
| MF              | 14 | Eddie McGoldrick |  |     |
| FW              | 15 | Chris Kiwomya    |  |     |
| Vezetőedző:     |    |                  |  |     |
| Stewart Houston |    |                  |  |     |

| Az 1994–1995-ös kupagyőztesek Európa-kupája győztese |
| ---------------------------------------------------- |
| Real Zaragoza 1. cím                                 |